# Alahor in Granata
Alahor in Granata ist eine Opera seria in zwei Akten von Gaetano Donizetti. Die Uraufführung fand am 7. Januar 1826 im Teatro Carolino  in Palermo statt.

## Libretto

Erste Seiten des Librettos

Das Libretto stammt vom lokalen Komponisten Andrea Monteleone, lange als M.A. bezeichnet. Es basiert auf Jean-Pierre Claris de Florians Text Gonzalve de Cordoue, ou Granade recquise aus dem Jahr 1793, der Ausgangslage für mehrere Libretti war, unter anderen auch für Donizettis Zoraida di Granata.

## Handlung

### Erster Akt
Die Familien Zegris und der Abencerragen stehen sich unversöhnlich feindlich gegenüber. Aly, der Anführer der Zegri, bringt in einer Nacht die gesamte Familie der Aberenzaghi um, mit Ausnahme von Alahor und dessen Schwester Zobeida, die sich verstecken konnten. Nach Alys Tod wird sein Bruder Hassan König von Granada. Er ist verliebt in Zobeida und daher friedlich gestimmt, aber weder der Anführer der Zegri Alamar noch Alahor wollen eine Versöhnung. Alahor versucht, Zobaida zum Mord an Hassem anzustiften. Als dieser sie heiraten möchte, lehnt sie tränenreich ab, als Grund nennt sie ihren Bruder Alahor.

### Zweiter Akt
Ein zweiter Mordplan Alahors, Alamars und Ismaeles wird aufgedeckt, aber Hassem gelingt es, Alahor für eine Versöhnung der verfeindeten Familien zu gewinnen. Alamar lässt sich zum neuen Herrscher ausrufen. Aber Alahor tritt ihm entgegen und Hassem lässt Alamar abführen. Die Liebenden sind vereint und Zobaida ist glücklich, dass die Familienfehde beigelegt ist.

## Die Entstehung
Aus Geldnot nahm Donizetti 1825 für ein Jahr den schlecht bezahlten Posten des Musikdirektors am Teatro Carolino in Palermo an. Er erhielt ein Salär von 45 Dukaten pro Monat – die Primadonna Elisabetta Ferron erhielt 517.
Die Anfangszeiten waren turbulent: Sänger trafen zu spät ein, drei untaugliche Orchester wurden entlassen, chronischer Geldmangel herrschte, der Impresario Morabito wurde wegen unterlassener Lohnzahlungen und der Bassist Antonio De Rosa wegen einer Beleidigung einen Tag ins Gefängnis geworfen, und die Primadonna Elisabetta Ferron hatte eben ein Kind geboren und musste von Donizetti in der Umgebung von Neapel überredet werden, herzukommen. Mitte Dezember begann Donizetti dann mit den Proben der neuen Oper, die er im gleichen Jahr komponiert hatte und jetzt aufführen wollte.

## Aufführungen
Die Premiere von Alahor in Granata fand am 7. Januar 1826 im Teatro Carolino von Palermo statt. Es sangen Elisabetta Ferron (Zobeida), Berardo Winter (Alamar), Antonio Tamburini (Alahor) und Marietta Gioja-Tamburini (Hassem), die Gattin des Tenors Antonio Tamburini. Das Publikum reagierte wenig begeistert, der Kritiker der Zeitung La Cerere hingegen äußerte sich am 9. Januar positiv, sagte Alahor weitere Erfolge voraus und schrieb, das Publikum sei aus seiner bisherigen Gleichgültigkeit wachgerüttelt worden.

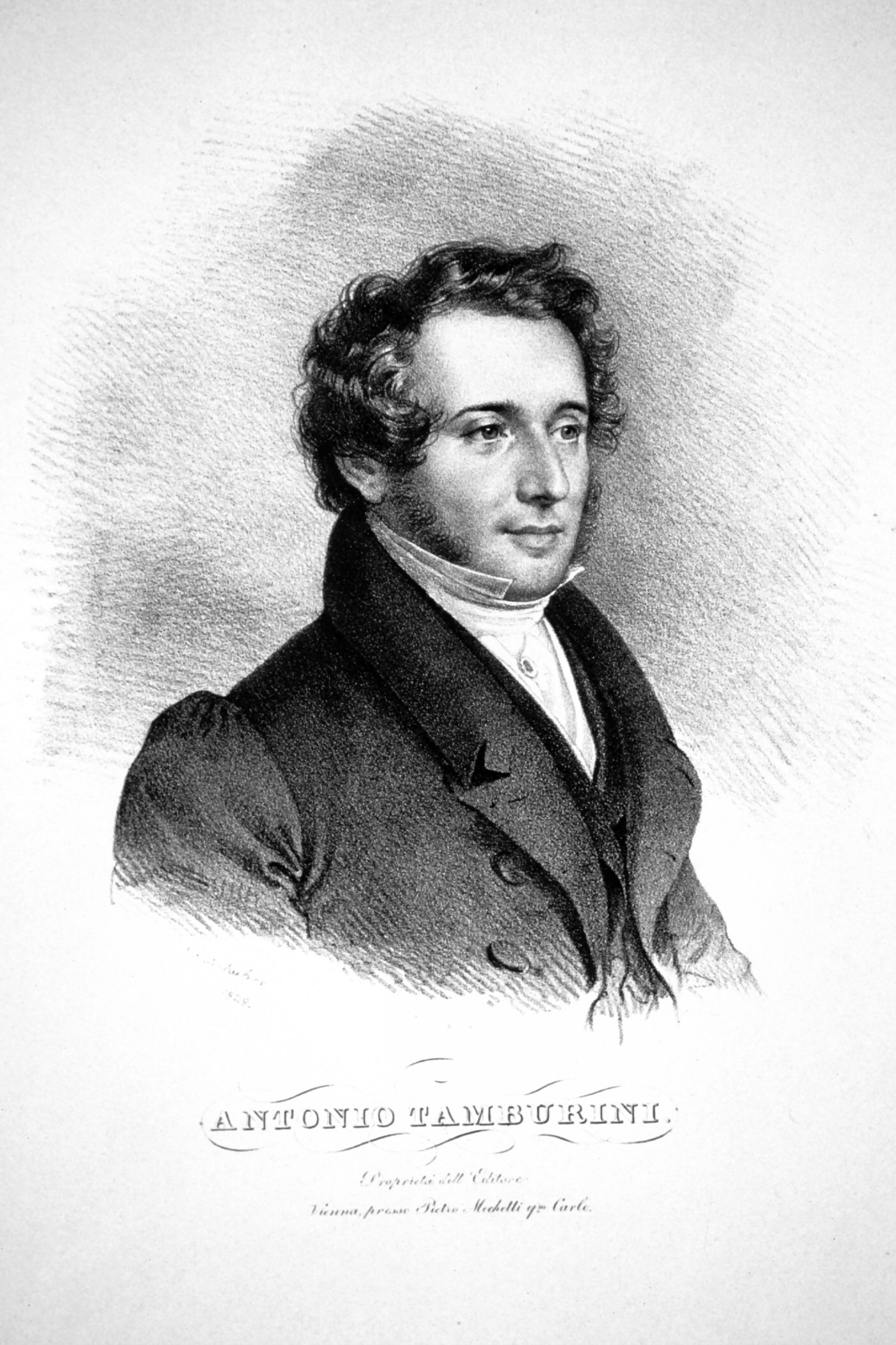
Antonio Tamburini Alahor 1826
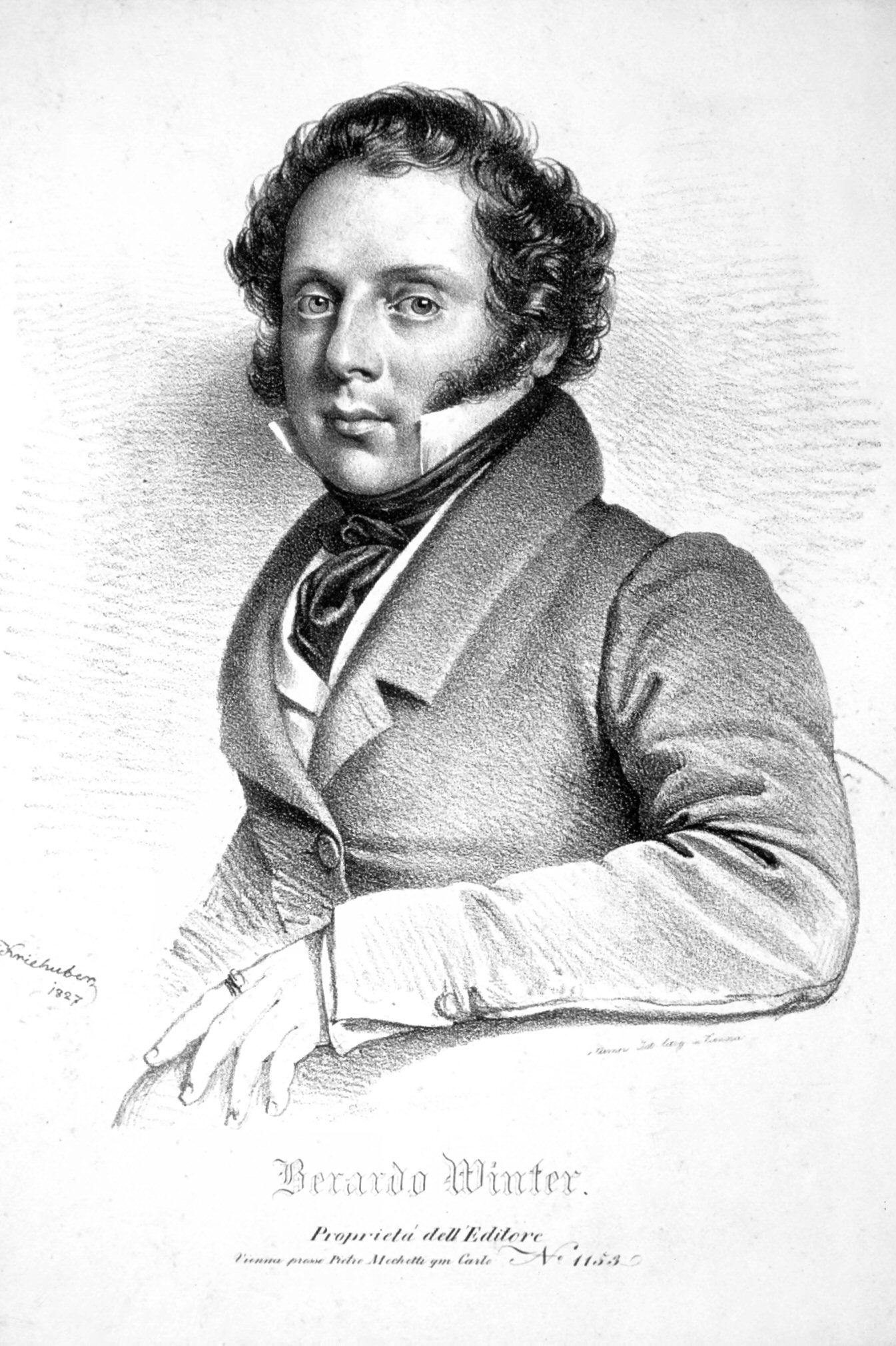
Berardo Winter Alamar 1826

Die Aufführungen dauerten bis zum 25. Januar, am nächsten Tag verließ Elisabetta Ferron Palermo. Donizetti selbst verließ die Stadt am 14. Februar, ein paar Tage vor dem Ablauf seines Vertrags.
Die Oper wurde sechs Monate später im Teatro San Carlo in Neapel mit einer hochkarätigen Besetzung mit Henriette Méric-Lalande, Luigi Lablache und Giovanni Battista Rubini gespielt. Die neapolitanische Uraufführung fand am 19. Juli 1826 statt, kurz nach derjenigen von Elvida. Diese Folge von zwei Werken mit maurischem Hintergrund innerhalb weniger Tage könnte die Ursache für den fehlenden Erfolg sein.
Eine weitere Aufführung fand 1830 in Palermo statt. Danach verschwand das Werk anderthalb Jahrhunderte lang von der Bühne, bis es 1998 in Sevilla wieder aufgeführt wurde.

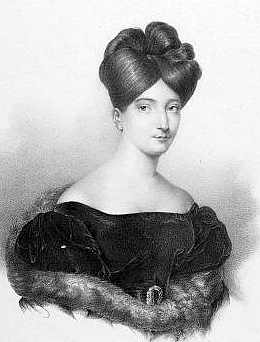
Henriette Méric-Lalande Zobeida 1830
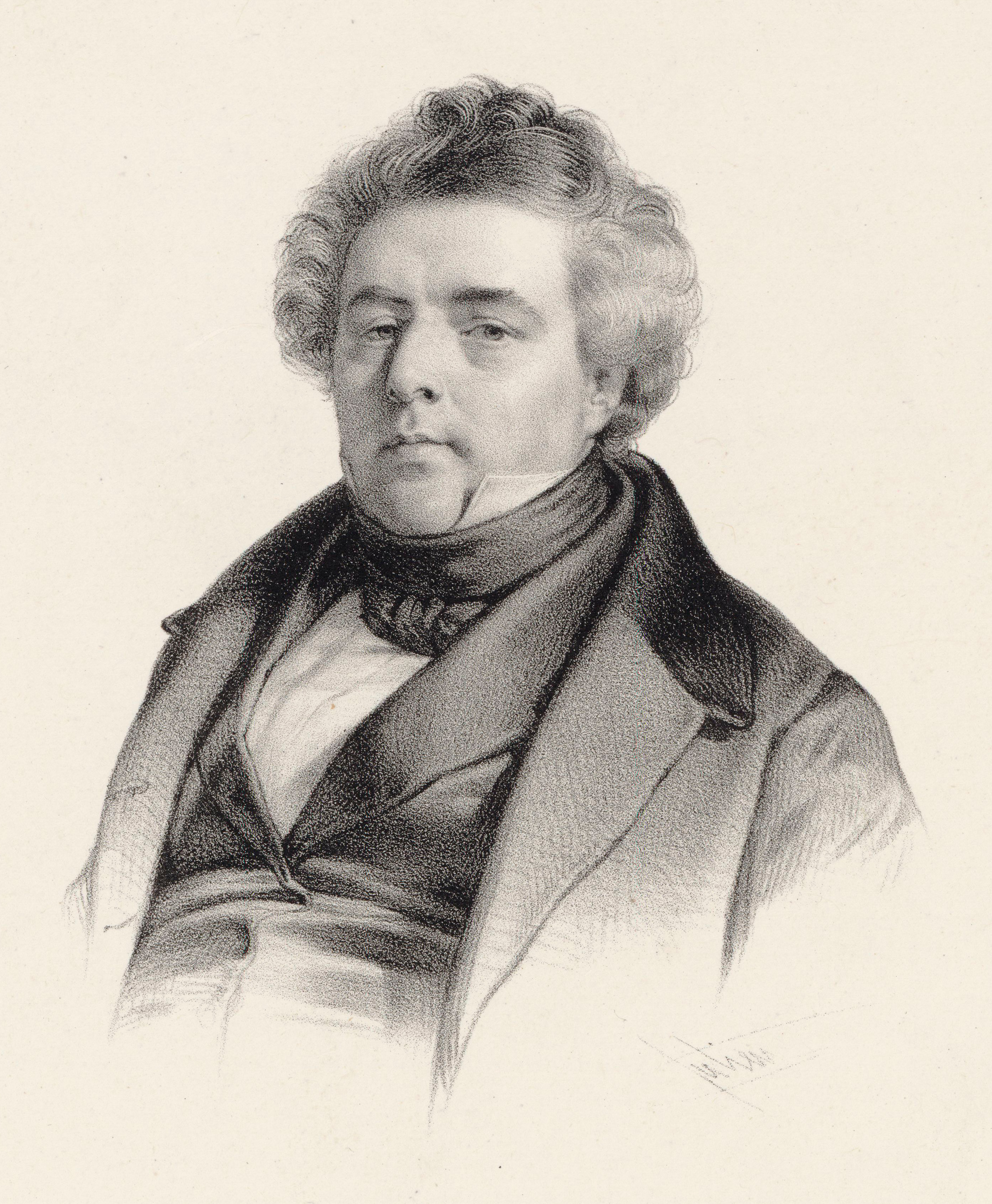
Luigi Lablache Alahor 1830
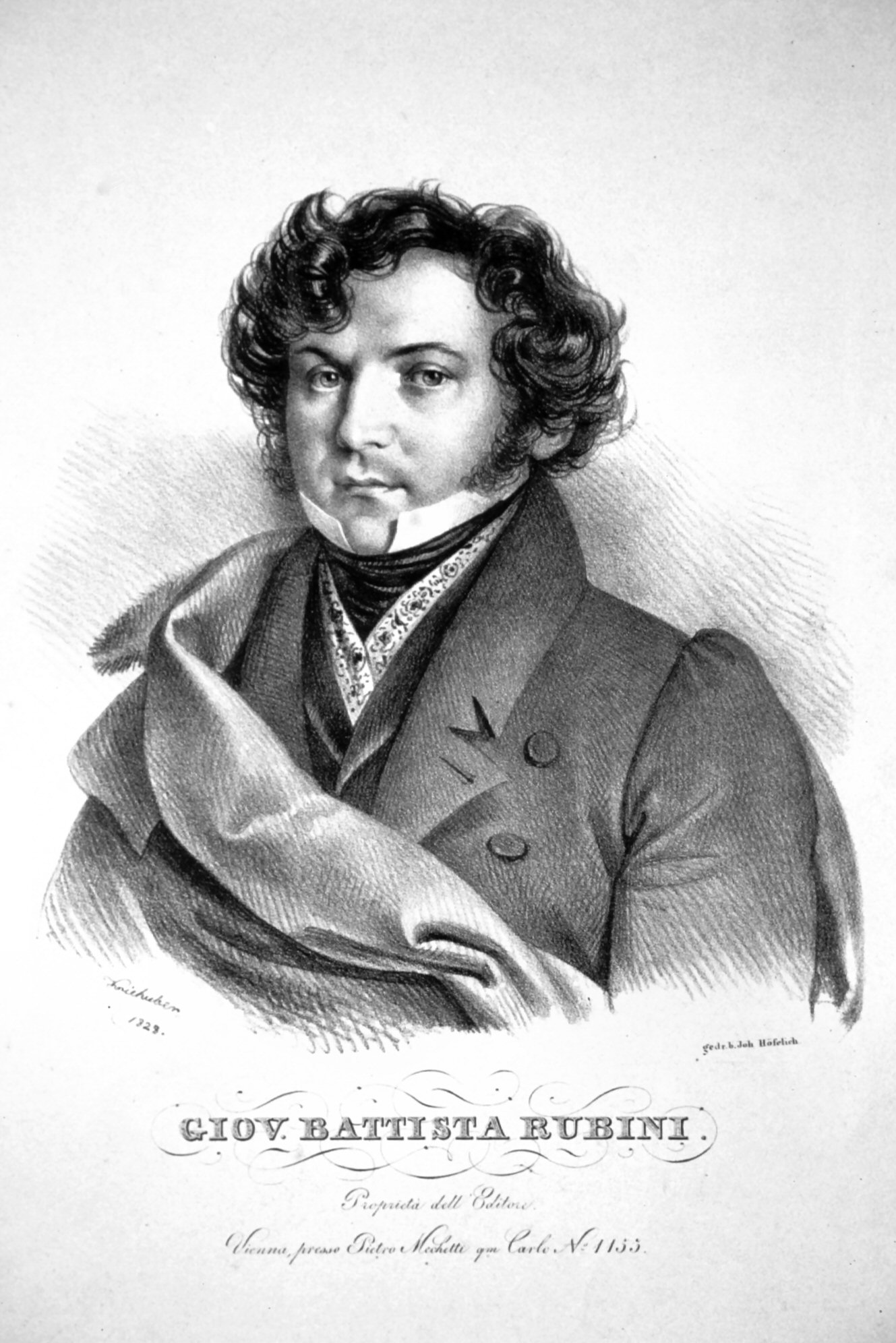
Giovanni Battista Rubini, Alamar 1830

## Das Werk
Der polnische Musikkritiker Piotr Kaminski nennt die Ouvertüre „besonders brillant“. Der Aufbau der dramatischen Struktur lasse jedoch zu wünschen übrig: Die erste Konfliktsituation, das Duett Hassem/Alamor, tritt erst nach 70 Minuten oder drei Vierteln des ersten Aktes auf. Vorher gebe es vorwiegend Solonummern für die vier Protagonisten, was auch dem Tenor zu verdanken war, der ebenfalls einen Platz in dieser ersten Runde spektakulärer Arien haben wollte. Er bekam seine Arie, allerdings stammt sie aus der Feder des lokalen Komponisten Andrea Monteleone, der auch das Libretto geschrieben hatte. Sie erinnere an Gioachino Rossini, hell und reich verziert, aber ohne den Hauch von Melancholie, der zu Donizettis Markenzeichen werden sollte. Auch das Finale des ersten Aktes erinnert an Rossinis sich auftürmende Crescendi. Aus den vier traditionellen Vokalprofilen der Opera seria hat hier der Alt mit der Rolle von Hassem den Löwenanteil.
Wie bei vielen seiner anderen Partituren recycelte Donizetti einzelne Passagen aus Alahor in Granata für spätere Werke: Alahor  ist die Quelle des Marsches, der in L’elisir d’amore den Auftritt von Belcore begleitet und ein Teil von Zobeidas letztem Rondo ist in der 1828er-Version von Emilia di Liverpool zu hören.

## Die Partitur
Die Partitur von Alahor in Granata galt lange als verloren, bis 1970 auf dem Dachboden der Symphony Hall in Boston eine Kopie der überarbeiteten Fassung des sizilianischen Komponisten Andrea Monteleone für die Wiederaufführung von 1830 entdeckt wurde. Sie befindet sich heute in der Boston University. Später wurde in Palermo auch das Autograph gefunden.

## Diskografie
Alma Viva, 1998: mit Simone Alaimo, Patrizia Pace, Vivica Genaux, Juan Diego Flórez, Leitung Josep Pons